# Karl Liebknecht
Karl Liebknecht (Leipzig, 13 de agosto de 1871 — 15 de janeiro de 1919) foi um político e dirigente socialista alemão.

## Biografia
Filho de Wilhelm Liebknecht e colaborador de Karl Marx e Friedrich Engels, Karl Liebknecht ficou conhecido por ter, junto com Rosa Luxemburgo, fundado a Liga Spartacus, em 1916. Este movimento de esquerda surgiu na Alemanha em oposição ao regime social-democrata vigente na República de Weimar, acusado pelos espartaquistas de ser cooptado pela burguesia.
Karl Liebknecht estudou direito nas Universidades de Leipzig e Berlim, concluindo seu doutorado na Universidade de Würzburg, em 1897. Abriu um escritório de advocacia e passou a defender causas trabalhistas e da juventude. Em 1900 aderiu ao Partido Social-Democrata da Alemanha. Passa a intensa militância política e funda em 1915, juntamente com Rosa Luxemburgo e outros, a Liga Spartacus, sendo expulso do SPD em 1916, aglutinando-se no Partido Social-Democrata Independente da Alemanha (USPD) e depois da ruptura com este no Partido Comunista da Alemanha (KPD).
Em 15 de janeiro de 1919, após o governo moderado alemão ter colocado as cabeças dos líderes da esquerda a prêmio, Karl Liebknecht e Rosa Luxemburgo foram assassinados em Berlim. Entretanto o movimento a que eles deram origem não morreu juntamente com seus idealizadores, já que sua concepção acabou, principalmente através de sua principal teórica, Rosa Luxemburgo, influenciando diversos grupos e indivíduos, dando prosseguimento ao espartaquismo ou luxemburguismo.
Karl Liebknecht, juntamente com a Liga Spartacus, acabou fundando o Partido Comunista da Alemanha, aliando-se a outros grupos comunistas da época, os Delegados Revolucionários e os Comunistas Internacionalistas. Com a morte de Liebknecht e Luxemburgo, o KPD acaba caindo na direção de Paul Levi, espartaquista que se aproximou da social-democracia anteriormente combatida e, posteriormente, passou ao comando de líderes pró-bolcheviques, sendo que a ala mais radical (principalmente os Comunistas Internacionalistas) juntou-se com a Esquerda de Breme e fundou o Partido Comunista Operário da Alemanha

## Principais obras
- Instituições Militares e Sociedade de Classes
- Acerca da Justiça de Classe
- Estudos sobre as Leis do Movimento do Desenvolvimento Social